# Ère républicaine
L'ère républicaine est une appellation qui désigne la période postérieure à la proclamation de l'abolition de la monarchie constitutionnelle française et de la naissance de la Première République, le 21 septembre 1792. Elle remplace depuis juillet 1789 l'ère de la liberté que certains[Qui ?] ont pris l'habitude d'utiliser en doublon de l'année grégorienne (exemple : 1791, année 3 de la liberté).  
Dans son troisième acte du 22 septembre 1792, la toute jeune Convention nationale décrète que « [...] tous les actes publics porteront dorénavant la date de l'an premier de la République française. » L'amendement proposant d'y joindre l'ère en usage, l'an quatrième de la liberté, est écarté.  
C'est le 5 octobre 1793, en son article 3, que la Convention nationale décrète que « l'ère vulgaire est abolie pour les usages civils. » La nouvelle division du temps proposée par le groupe de travail est accepté.  La France adopte officiellement le calendrier républicain mais sans dénomination de jour et de mois. Durant un court laps de temps, il sera fait usage des nombres ordinaux et suivant la formule : « sixième jour de la première décade du second mois de l'an 2. » Le groupe de travail se remet une nouvelle fois à la tâche avec un homme supplémentaire en la personne de Fabre d'Églantine. C'est ce dernier qui finalise le calendrier avec de nouveaux mois et jours. Ce dernier décret est daté du 4 brumaire an II ou 25 octobre 1793. L'ère républicaine et son calendrier sera utilisée dans la France jusqu'au 10 nivôse an XIV (31 décembre 1805), quand Napoléon Bonaparte réintroduit le calendrier grégorien. Grâce à l'association populaire du calendrier républicain avec les attitudes radicales ou jacobines, il exerce toujours une attirance sur certains sympathisants de la Gauche[réf. nécessaire] ; et en 1871 (l'an LXXIX) la Commune de Paris le rétablit pendant un temps.

## Années de l'Ère
- an I
- an II
- an III
- an IV
- an V
- an VI
- an VII
- an VIII
- an IX
- an X
- an XI
- an XII
- an XIII
- an XIV
- an LXXIX